# Montcabrier (Lot)
Montcabrier é uma comuna francesa na região administrativa de Occitânia, no departamento de Lot. Estende-se por uma área de 21,75 km². Em 2010 a comuna tinha 358 habitantes (densidade: 16,5 hab./km²).